# Відкритий чемпіонат Франції з тенісу 1977
Відкритий чемпіонат Франції з тенісу 1977 — тенісний турнір, що проходив на відкритих ґрунтових кортах Стад-Ролан-Гаррос у Парижі з 23 травня по 5 червня 1977 року. Це був 81-й Відкритий чемпіонат Франції та другий турнір Великого шолома в календарному році. 

## Огляд подій та досягнень
Гільєрмо Вілас виграв свій перший турнір Великого шолома. 
Переможниця жіночого одиночного турніру Міма Яушовець теж здобула титул Великого шолома вперше. Крім того, вона стала першою югославкою, що коли-небудь вигравала мейджор.
Для багаторазового чемпіона турнірів Великого шолома Джона Макінроя перемога в змішаному парному розряді теж була першою.

## Результати фінальних матчів

### Дорослі
| Одиночний розряд. Чоловіки Докладніше |                               |                    |
| Гільєрмо Вілас                        | Браян Готтфрід                | 6–0, 6–3, 6–0      |
|                                       |                               |                    |
| Одиночний розряд. Жінки Докладніше    |                               |                    |
| Міма Яушовець                         | Флоренца Міхай                | 6–2, 6–7(5–7), 6–1 |
|                                       |                               |                    |
| Парний розряд. Чоловіки Докладніше    |                               |                    |
| Браян Готтфрід Рауль Рамірес          | Войцек Фібак Ян Кодеш         | 7–6, 4–6, 6–3, 6–4 |
|                                       |                               |                    |
| Парний розряд. Жінки Докладніше       |                               |                    |
| Регіна Маршикова Пем Тігарден         | Рейні Фокс Гелен Гурлей Коулі | 5–7, 6–4, 6–2      |
|                                       |                               |                    |
| Мікст Докладніше                      |                               |                    |
| Мері Карільйо Джон Макінрой           | Флоренца Міхай Іван Моліна    | 7–6, 6–3           |
|                                       |                               |                    |